# Циркуляр
Циркуляр, обíжник – різновид інструктивного листа вищого органу, що його видають як роз’яснення до раніше випущеного документа й розсилають певному колу підвідомчих установ.
Синоніми: припис, звернення, послання.